# کامرون پارک (تگزاس)
کامرون پارک (به انگلیسی: Cameron Park) یک منطقهٔ مسکونی در ایالات متحده آمریکا است که در شهرستان کمرون، تگزاس واقع شده‌است. کامرون پارک ۱٫۶ کیلومتر مربع مساحت و ۶٬۹۶۳ نفر جمعیت دارد و ۵ متر بالاتر از سطح دریا واقع شده‌است.